# 2MASS J01311838+3801554
2MASS J01311838+3801554 ist ein Brauner Zwerg im Sternbild Andromeda. Er wurde 2007 von Kelle L. Cruz et al. entdeckt. Er gehört der Spektralklasse L4 an.